# Нотний редактор

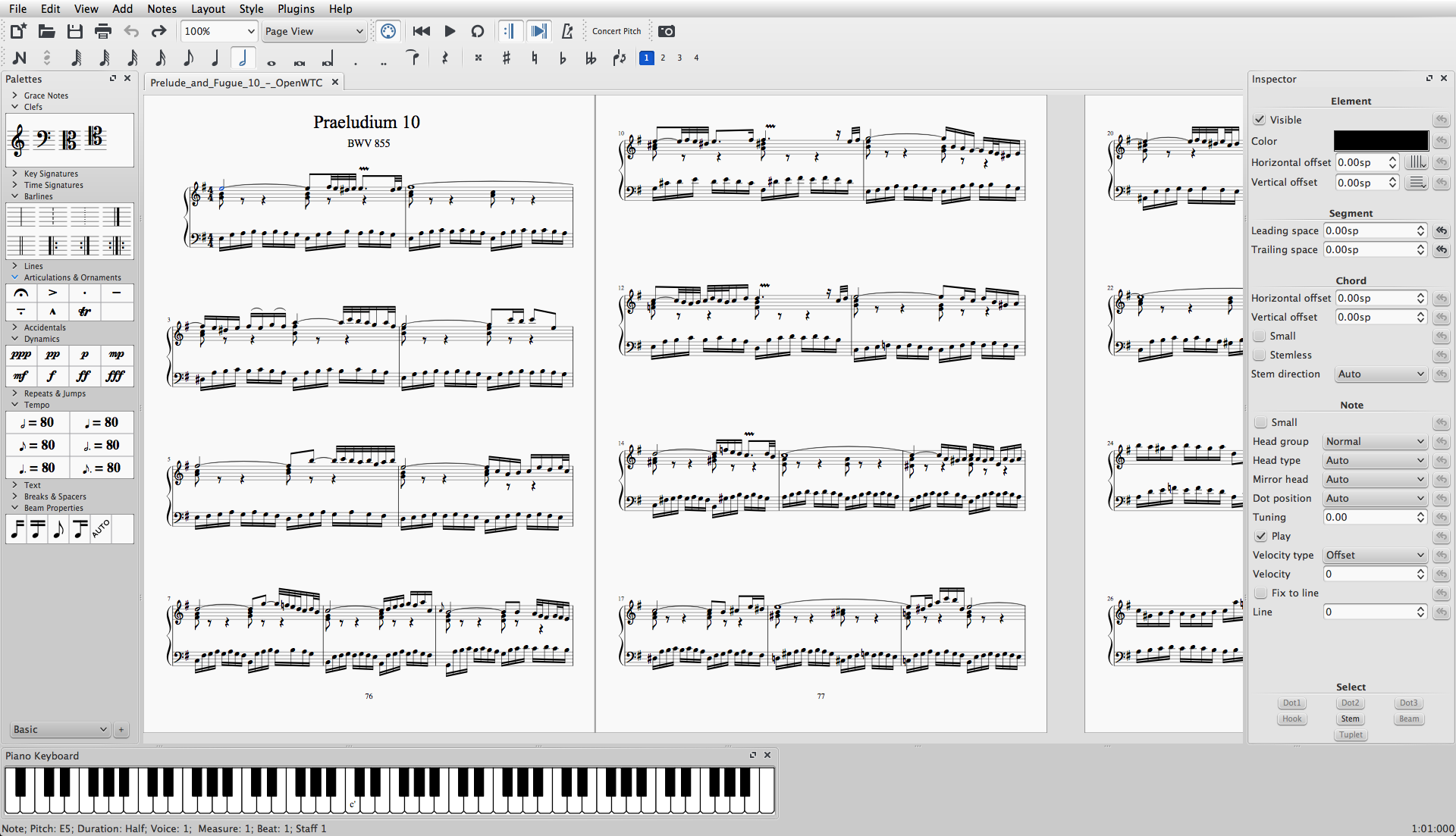
MuseScore 2.0

Нотний редактор (англ. scorewriter, також нота́тор) — комп'ютерна програма, призначена для набору нотного тексту.

## Принципи роботи
Всі нотні редактори дозволяють користувачеві вводити, редагувати та роздруковувати нотний текст різного ступеню складності. Можливості деяких програм обмежуються набором легкої пісні чи фортепіанної п'єси, інших дозволяють працювати зі складною оркестровою музикою, від середньовічної до авангардної.
Текст можна вводити як за допомогою миші та комп'ютерної клавіатури, так і з MIDI-клавіатури. Як правило, нотні редактори використовують свій власний формат для зберігання даних і включають утиліти конвертації з іншими форматами, з окрема MIDI. Деякі з них включають плагін для розпізнавання графічної інформації (Music OCR).
Більшість нотаторів дозволяють відтворювати текст за допомогою MIDI, що споріднює їх із секвенсерами. Різниця, однак, полягає втому, що нотні редактори орієнтовані перш за все для якісного друку нотного тексту, а секвенсери — для якісного відтворення та аудіозапису.
Деякі нотні редактори також дозволяють безпосередньо з них опубліковувати створені партитури в мережі інтернет у власному форматі. Більшість дозволяє експортувати файл у формат PDF, зручний для роботи з партитурами та MIDI для роботи з музикою.
Найпопулярнішими професійними нотними редакторами сьогодні є програми Sibelius та Finale.

## Формати файлів
Практично всі нотні редактори використовують власні формати файлів для збереження даних. Для обміну даними із іншими музичними програмами (наприклад,  Секвенсер) нотні редактори можуть зберігати або читати один або декілька стандартних файлів обміну даними, такими як:
- Стандарт MIDI підтримується майже всіма нотними редакторами. Але це формат був спроєктований для відтворення звуку, тому багато інформації, що стосується нот, втрачається.
- MusicXML в останні роки став стандартним форматом обміну із збереженням нотації. [1]
- NIFF (Notation Interchange File Format) застарілий формат, підтримувався декількома нотними редакторами. Перша версія була розроблена в 1995 р., на поточний час відомо про 6-ту, яка вийшла в червні 2002.[2]

Деякі нотні редактори можуть імпортувати та експортувати нотні записи в pdf, текстовий файл, малюнки (png, svg) та звукові файли (ogg).
Є також текстові формати, що можуть бути зрозумілими для людини, такі як ABC розмітка, LilyPond (файли мають розширення .ly ) та ASCII tab. Вони легко перетворюються програмами на класичний нотний вигляд. Для перших двох форматів для MediaWiki існує додаток Score, якій їх показує та програє.